# Stubenring 1
Stubenring 1 es un edificio en Viena construido expresamente como Kriegsministerium (Ministerio de Guerra), y seriamente dañado durante la Segunda Guerra Mundial, tras su restauración en 1952, alberga varios ministerios austriacos: el ministerio de economía y empleo, el ministerio de agricultura, bosques, medio ambiente y gestión del agua, el ministerio de seguridad social, generaciones y consumo, además de secciones del ministerio de transporte, innovación y tecnología y el ministerio de sanidad.
Aprovechando el ensanche proyectado por orden del emperador Francisco José I en 1857, y con una fachada de 210 metros, el edificio de 13 815 metros2 fue inaugurado por el emperador en 1913 sobre el diseño ganador de la licitación, el proyecto neoclásico y neobarroco "Maria Theresia" de Ludwig Baumann. Los 66 proyectos presentados incluían los de destacados arquitectos como Otto Wagner (con el proyecto "Pallas"), cuyo Postparkskasse (Palacio de Correos) se encuentra justo en frente, y Adolf Loos (con el proyecto "Homo"). El segundo premio del concurso fue para el diseño "Palladio" de los arquitectos Marschall y Sommerlatte, mientras el tercer premio fue para los arquitectos húngaros Komer y Jakab. Tanto el archiduque Francisco Fernando como su esposa, Sofía, pidieron modificaciones al diseño original que suponía importantes modificaciones, como las de la estructura de la fachada principal para soportar la águila bicéfala imperial de una envergadura alar de casi 15 metros y de 40 toneladas.
De agosto de 1924 hasta 1926, fecha en la cual se inaugura su sede definitivo en Johannesgasse, la Österreichische Radio-Verkehhs-Aktiengeselleschaft (RAVAG), antecesora de la radio pública nacional, la Österreichischer Rundfunk, transimitió sus primeros programas radiofónicos desde el transmisor militar del edificio.